# Antoni Klawiter
Antoni Leopold Klawiter (ur. 12 listopada 1836 w Chojnicach, zm. 30 września 1913 w Mikado) – duchowny związany pracą duszpasterską z Polonią w Stanach Zjednoczonych Ameryki i Kanadzie. Na przełomie XIX i XX wieku organizator wielu parafii dla Polaków osiedlających się w Ameryce Północnej.
W latach 1859–1895 ksiądz rzymskokatolicki. W latach 1859–1873 prezbiter w diecezji kujawsko-kaliskiej. W latach 1871-1873 proboszcz parafii pw. św. Urszuli w Wilczynie. Od 1873 roku na emigracji w Stanach Zjednoczonych Ameryki gdzie służył duszpastersko w różnych archidiecezjach i diecezjach rzymskokatolickich. W 1895 roku po ekskomunice nałożonej przez biskupa Buffalo jeden z pierwszych niezależnych prezbiterów polskokatolickich w USA; w latach 1897–1913 duchowny Polskiego Kościoła Reformowanego, Diecezji Starokatolickiej w Stanach Zjednoczonych Ameryki, a następnie Polskiego Narodowego Kościoła Katolickiego.